# V-Max
V-Max var et dansk bilmagasin med fokus på tuning og styling. Det blev udgivet af Forlaget Benjamin for første gang i 1999 og sidste gang i januar 2014. V-Max står for topfart: Velocity maximum.
Bladet styrede til og med 2013 også den store danske bilfestival Danmarks Hurtigste Bil (DHB), der indtil 2016 foregik på Flyvestation Vandel. Her kåres Danmarks hurtigste bil, hvor bilerne kæmper om at køre 402 meter, også kaldet en quartermile, hurtigst.